# 신부일기 (드라마)
《신부일기》는 1975년 6월 2일부터 1976년 2월 28일까지 방영된 MBC 일일연속극이며, 밤 9시에 방영되었다.

## 등장 인물
- 김자옥 : 순애 역
- 현석 : 영남 역
- 최불암 : 아버지 역
- 김혜자 : 어머니 역
- 조경환 : 동현 역
- 김윤경 : 정미 역
- 김용건 : 주현 역
- 정영숙 : 도희 역
- 김순의 : 영숙 역
- 김용림 : 고모 역
- 박은수 : 현장 역
- 오미연 : 운전자 미스 김 역
- 나영진 : 연장 역

## 수상 경력
- 1975년 제3회 대한민국방송상 대통령상
- 1975년 제3회 대한민국방송상 연출상 이효영
- 1975년 제3회 대한민국방송상 TV부문 여자연기상 김혜자

## 참고 사항
- 200회 넘게 방송되면서 70%를 육박하는 시청률을 기록하여 출연자 전원이 스타덤에 올랐으며, 평범한 서민가정의 이야기를 가식 없이 그렸다는 호평을 받았다.[1]
- 드라마 최초 한국방송대상 대상(당시 대통령상) 수상의 영예를 안았으나[2] 그 이후 한동안 드라마(특히 연속극)의 한국방송대상 대상 수상 명맥이 끊기기도 했다.